# 新城事件
新城事件，太魯閣族稱為新城戰爭（太魯閣語：Mtgjiyal Alang Paru），是1896年（明治29年）12月至翌年5月間，大日本帝國臺灣總督府與臺灣太魯閣族於東臺灣新城一帶爆發的軍事衝突，也是太魯閣族與日本之間的首起衝突。

## 背景
1895年（明治28年）中日戰爭結束後，大清帝國被迫割讓臺灣給日本政府。同年10月，日本的軍事力量終於進佔臺灣西部的臺南城。11月，日本在臺南首創民政支部，並於恆春地區設支部出張所，以便統管地方事務。1896年（明治29年）4月，重新將恆春出張所改設為支廳，同年5月日軍由打狗（今高雄）進兵卑南地區，25日上陸攻佔卑南後，新設臺東支廳以統御當地之住民。6月，日本南進軍由卑南北進花蓮，日軍隨即入駐花蓮港並設置守備隊，完成臺灣本島之接收，至此，臺澎全島悉數落入日軍之控制。6月29日日本政府開辦臺東撫墾署，總理花東地區山地之撫墾及原住民等事務，花蓮太魯閣地區亦開始有日軍駐紮在新城，監視該地域的漢人以及原住民族。

## 起因
根據文史資料、族人口述及1914年（大正3年）由台灣總督府民政部發行之《太魯閣蕃事情》一書，可提出三種不同觀點。
- 文史資料紀載:

1896年12月，花蓮港守備隊新城監視哨之將校以下13名軍人之中，因有人不尊重太魯閣族之習俗，以致全員被殺殆盡。
- 族人口述:

一位被族人稱做Agiun的漢人早年自宜蘭移居此地，娶族人女子為妻，精通族語，族人槍枝都購置於他，而他喜歡收購鹿茸，族人以鹿茸向他換取漢幣，再以漢幣向他購買槍枝，與族人關係良好。清末年間常為官員與族人充當翻譯，後來日本人有意重用之，成為日本人與族人的溝通橋樑。「新城事件」前幾天，阿吉勇的小姨子到他家拜訪她姐姐，竟遭日本軍輪暴，引起族人不滿，擔心以後還會發生類似事情，族人因而群情激憤，故而引發此一事件。
- 由《太魯閣蕃事情》一書紀載:

日本人與當地原住民之所以交惡，肇因於1896年12月下旬，花蓮港中午氣溫能高達37.5度，日本軍隊因初嚐南國溫煦，日本兵之上身赤膊對臺灣人來說極不得體，雙方感情因而疏遠。不久，因主食之番薯不足，日軍擅入民家強以低價購買，又擅自在立霧溪畔取砂金取樂，影響到原住民的生活權，不滿之情由此愈加表面化。
而關於日軍強暴事件之真相，遭受日軍強暴女性之身分，一說為李阿隆弟婦的妹妹，但據明治時代即在新城經營商店的金子金太郎之孫乙彥君，追憶祖父敘述的真相，遭強暴女性為李阿隆之弟婦，按照太魯閣人規矩，強姦有夫之婦者，因從嚴懲罰，因李阿隆之弟因此而自殺，益加引起群情憤慨。

## 事件經過
1896年12月23日，因花蓮港守備隊新城分遣隊士兵強姦太魯閣族婦女，導致太魯閣族極為憤怒，在漢族通事李阿隆暗中協助下，召集武士林、古魯、赫赫斯與九宛等社約二十餘名男丁，突襲新城分遣隊監視哨，共殺死官兵13人，史稱「新城事件」，事後並導致五個月的討伐戰役。

## 爭戰經過
花蓮港守備隊聞訊後，1897年（明治30年）1月10日出動全部兩個中隊，並招募阿美族南勢群600人，共同進攻外太魯閣地區，太魯閣族則頑強抵抗，並在路上鋪設尖竹與鹿砦以禦敵。1月29日，因部隊前進困難，又染疫病，再度以湯地弘中佐為指揮官，增加步兵第二大隊及砲兵、工兵各一小隊，並從澎湖廳調來葛城號巡洋艦支援砲擊，進攻外太魯閣地區，希望能迫使太魯閣族屈服。2月6日，又以一大隊配合炮、工兩小隊進攻九宛社，但幾次的攻擊都被太魯閣族所擊退且壓制。由於守備隊並不像太魯閣族這麼熟悉山地作戰，因此即使有現代化武器，仍無法擊敗太魯閣族。5月12日，因傷亡過多且疫病流行而停止進攻，並於次日撤軍。
在爭戰過程中，日軍主要發動4次討伐:
第一次討伐，出動花蓮守備隊，基隆步兵第2隊，臺北砲兵、工兵各1小隊，募600名阿美族壯丁，再加上軍艦1艘，攻打外太魯閣。太魯閣族人故意引誘日軍進入立霧溪峽谷內，由總頭目哈鹿閣·那威率領之外太魯閣族人自峽谷上方推下巨石，成功擊退來犯的敵人。
第二次討伐，兵力是基隆第三大隊、砲兵、工兵各1小隊、軍伕及阿美族壯丁1700人，於砂卡礑溪谷中。被太魯閣族人用同樣方式打敗。
第三次討伐，日軍出動步兵1大隊、砲兵、工兵各1小隊，加上漢人軍伕及阿美族壯丁共400名，攻打卡烏灣社。太魯閣族以居高臨下之勢，痛擊日軍。
第四次討伐，日軍派出步兵1大隊、砲兵、工兵、軍伕、壯丁等數百人入山進攻。太魯閣族在哈鹿閣·那威領導下，將日軍圍困於溪畔，日方幾番突圍，終告失敗。

## 事件結果
花蓮港守備隊雖然發動現代化軍隊及募集阿美族壯丁進行連番的征討行動，但遭遇太魯閣族的頑強抵抗，最後花蓮港守備隊只好於1897年5月13日撤退，停止其軍事行動。對花蓮港守備隊而言這是一場失敗的征討行動，他們花費超乎計畫的大量人力、物力及財力，卻沒有獲得相應的結果，僅在此事件之後，瞭解到太魯閣族兇猛善戰以及太魯閣地區總通事李阿隆的善於謀略，這些威脅實是日後統管花蓮地區的一大問題，有其必要在事件後重新思考處理方式與商應對策。
當局在見識到太魯閣族的兇猛之後，也知曉了太魯閣族與泰雅族南澳群之間的仇敵關係，更因此決定要採取「以蕃制蕃」的方法，利用太魯閣族來攻擊南澳群。1903年（明治36年）11月11日，臺東廳長相良長綱親自到花蓮，與總督府派來的警視賀來倉太，一同進入太魯閣地區會見總頭目及召集頭目以下番人，希望太魯閣族能協助征討南澳群。
同年12月1日，雙方集合全體戰鬥人員並出發，當時分兩路前進，一路1000餘人從山地進擊，首先攻陷一個200戶居民的部落，並將之燒毀，接著再攻打一個大部落，交戰兩天一夜，最後放火燒掉該部落後凱旋歸來；而另一路約200名人員從海岸攻擊，兩天之後也打下南澳蕃另一個部落，並於13日凱旋。此次攻擊，太魯閣族也帶回敵人首級及戰利品，相良長綱給予豐厚獎勵後，也結束此次利用太魯閣族進行「以蕃制蕃」的戰役。